# Christiaan Groothoff
Christiaan Groothoff (Zaltbommel, 1878. szeptember 11. – Bilthoven, 1954. január 28.) holland nemzetközi labdarúgó-játékvezető. 1905–1927 között a Het Sportblad sportmagazin szerkesztője, újságírója.

## Pályafutása

### Labdarúgóként
Amszterdamba ment tanulni, ahol barátaival elkezdett futballozni. Csapatokat alakítottak, amelyek híres egyesületek - Ajax - lettek. A megkülönböztetést elősegítve fejükön sapkát viseltek.

### Nemzeti játékvezetés
A kor követelményei szerint játékvezetői vizsgát nem kellett tennie. 1898-ban vezette az első hivatalos találkozót. Felkészültsége alapján foglalkoztatták a kibontakozó labdarúgó mérkőzéseken. Az I. Liga játékvezetőjeként 1947-ben vonult vissza.

### Nemzetközi játékvezetés
A Holland labdarúgó-szövetség Játékvezető Bizottsága (JB) terjesztette fel nemzetközi játékvezetőnek, a Nemzetközi Labdarúgó-szövetség (FIFA) 1908-tól tartotta nyilván bírói keretében. Több nemzetek közötti válogatott és klubmérkőzést vezetett, vagy működő társának partbíróként segített. Az aktív nemzetközi játékvezetéstől 1945-ben búcsúzott. Vezetett nemzetközi mérkőzéseinek száma: 47.
Válogatott mérkőzéseinek száma: 15.

#### Olimpiai játékok
Az  1912. évi nyári olimpiai játékok labdarúgó tornáján a FIFA JB bíróként foglalkoztatta. Az olimpiák történetében – a világ legfontosabb versenye (nem volt világbajnokság) – 2. európaiként, első hollandként vezethette a döntő találkozót.

##### 1912. évi nyári olimpiai játékok
| Időpont          | Helyszín                    | Mérkőzés típusa                                    | Mérkőzés                    | Eredmény | Nézők száma |
| ---------------- | --------------------------- | -------------------------------------------------- | --------------------------- | -------- | ----------- |
| 1912. június 30. | Olimpiai Stadion, Stockholm | második forduló (39. válogatott mérkőzés)          | Nagy-Britannia–Magyarország | 7 : 0    | 8 000       |
| 1912. július 1.  | Råsunda Stadion, Solna      | vigaszág első forduló                              | Németország–Oroszország     | 16 : 0   | 2 000       |
| 1912. július 2.  | Råsunda Stadion, Solna      | egyik vigaszági elődöntő (40. válogatott mérkőzés) | Magyarország–Németország    | 3 : 1    | 2 000       |
| 1912. július 4.  | Olimpiai stadion, Stockholm | döntő                                              | Nagy-Britannia–Dánia        | 4 : 2    | 25 000      |

#### A magyar labdarúgó-válogatott mérkőzései (1902–1929)
| Időpont           | Helyszín                         | Mérkőzés típusa           | Mérkőzés              | Eredmény | Nézők száma |
| ----------------- | -------------------------------- | ------------------------- | --------------------- | -------- | ----------- |
| 1909. május 29.   | Millenáris-pálya, Budapest       | 21. válogatott mérkőzés   | Magyarország–Anglia   | 2 : 4    | 10 000      |
| 1912. junius 30.  | Marcel Saupin Stadion, Stockholm | előselejtező (7. csoport) | Franciaország–Belgium | 1 : 1    |             |
| 1920. november 7. | Hungária úti Stadion, Budapest   | 76. válogatott mérkőzés   | Magyarország–Ausztria | 1 : 2    | 30 000      |

## Külső hivatkozások
- Christiaan Groothoff. World Referee. [2012. szeptember 27-i dátummal az eredetiből archiválva]. (Hozzáférés: 2012. március 30.)
- Christiaan Groothoff. footballzz.com. (Hozzáférés: 2012. március 30.)
- Christiaan Groothoff. footballdatabase.eu. (Hozzáférés: 2012. március 30.)
- Christiaan Groothoff. iffhs.de. (Hozzáférés: 2012. március 30.)
- Christiaan Groothoff. iffhs.de. (Hozzáférés: 2012. március 30.)
- Christiaan Groothoff. eu-football.info. (Hozzáférés: 2012. március 30.)